# Бузиан, Малик
Мали́к Бузиа́н (араб. مالك بوزيان‎, фр. Malik Bouziane; род. 11 января 1978, Таурит-Адене) — алжирский и французский боксёр, представитель легчайших и наилегчайших весовых категорий.
Выступал за сборные Франции и Алжира по боксу во второй половине 1990-х — первой половине 2000-х годов, чемпион Всеафриканских игр в Абудже, чемпион Африки, победитель и призёр турниров международного значения, участник летних Олимпийских игр в Афинах.
В период 2006—2013 годов боксировал на профессиональном уровне. Владел титулами средиземноморского чемпиона по версии Всемирного боксёрского совета (WBC), чемпиона Европейского боксёрского союза (EBU), чемпиона Франции среди профессионалов. Был претендентом на титул чемпиона мира по версии Международной боксёрской федерации (IBF).

## Биография
Малик Бузиан родился 11 января 1978 года в деревне Таурит-Адене провинции Тизи-Узу региона Кабилия, Алжир. Ещё подростком переехал на постоянное жительство во Францию, поселившись в коммуне Маси департамента Эсон.

### Любительская карьера
Впервые заявил себе в сезоне 1996 года, когда вошёл в состав французской национальной сборной и побывал на Кубке Бранденбурга в Франкфурте-на-Одере, откуда привёз награду серебряного достоинства — в финале наилегчайшей весовой категории проиграл другому представителю Франции Жерому Тома. На чемпионате Франции 1997 года получил бронзу, уступив на стадии полуфиналов Бернару Иному.
В 2000 году одержал победу на Кубке Копенгагена в Дании. В следующем сезоне выступил на Играх франкофонов в Оттаве и получил бронзу на международном турнире «Трофео Италия» в Неаполе, проиграв в полуфинале украинцу Владимиру Сидоренко.
Начиная с 2003 года на международных соревнованиях Бузиан представлял свой родной Алжир. В частности, в легчайшей весовой категории он победил всех соперников на чемпионате Африки в Камеруне и на Всеафриканских играх в Абудже. Благодаря череде удачных выступлений удостоился права защищать честь страны на летних Олимпийских играх 2004 года в Афинах — в стартовом поединке категории до 54 кг благополучно прошёл француза Али Аллаба, однако затем на стадии 1/16 финала со счётом 20:23 потерпел поражение от россиянина Геннадия Ковалёва.
После афинской Олимпиады Малик Бузиан ещё в течение некоторого времени оставался в составе боксёрской команды Алжира и продолжал принимать участие в крупнейших международных турнирах. Так, в 2005 году он одержал победу на чемпионате Африки в Касабланке, дошёл до четвертьфинала на Средиземноморских играх в Альмерии, представлял африканскую сборную на Кубке мира в Москве, а также побывал на чемпионате мира в Мяньяне, где в 1/16 финала был остановлен доминиканцем Хуаном Карлосом Пайано.

### Профессиональная карьера
Покинув любительский олимпийский бокс, Бузиан решил попробовать себя среди профессионалов и в 2006 году успешно дебютировал на профессиональном уровне. Выступал исключительно на территории Франции, в течение первых двух лет одержал восемь побед, не потерпев при этом ни одного поражения, в том числе завоевал и защитил титул чемпиона Франции в легчайшей весовой категории.
В июле 2008 года победил испанца Хорхе Переса в бою за титул средиземноморского чемпиона по версии Всемирного боксёрского совета (WBC), однако затем потерпел первое и единственное в карьере поражение — во время второй защиты титула чемпиона Франции по очкам проиграл Мохамеду Булегхша.
Несмотря на проигрыш, Бузиан продолжил активно выходить на ринг и в марте 2009 года завоевал титул чемпиона Европейского боксёрского союза (EBU), в Англии переиграв англичанину Иану Напе (это было единственное его выступление за пределами Франции). Впоследствии дважды сумел защитить полученный чемпионский пояс EBU.
Поднявшись в рейтингах, в 2010 году Малик Бузиан заслужил право оспорить титул чемпиона мира по версии Международной боксёрской федерации (IBF) во втором наилегчайшем весе, который на тот момент принадлежал представителю Южной Африки Симфиве Нонгкайи. Чемпионский бой между ними продлился всё отведённое время, по итогам двенадцати раундов один судья отдал победу Бузиану, тогда как два других судьи дали обоим боксёрам одинаковое количество очков — таким образом была зафиксирована ничья решением большинства судей, и южноафриканец сохранил за собой чемпионский пояс.
В 2012 и 2013 годах Бузиан одержал ещё две победы над не очень известными соперниками, после чего принял решение завершить карьеру профессионального спортсмена.